# Жаковице
Жаковице (пол. Żakowice) — остановочный пункт в селе Жаковице в гмине Колюшки, в Лодзинском воеводстве Польши. Имеет 2 платформы и 2 пути.
Остановочный пункт на железнодорожной линии Лодзь-Фабричная — Колюшки, построен в 1895 году, когда эта территория была в составе Царства Польского.